# Antoine Gandon
Pour les articles homonymes, voir Gandon.
Antoine Gandon, né le 26 juillet 1812 à Paris où il est mort le 11 novembre 1864, est un écrivain et journaliste français.

## Biographie
Élève du lycée Louis-le-Grand de 1817 à 1830, il effectue tout d'abord une carrière dans l'armée jusqu'en 1843.
Devenu secrétaire de Philarète Chasles jusqu'en 1853, il part ensuite en Amérique où il est rédacteur publicitaire au Courrier des États-Unis pendant quatre ans. De retour en France, il devient journaliste au Courrier du Havre. Il publie en 1859 Récits du Brigadier Flageolet, souvenirs intimes d'un vieux chasseur d'Afrique et remporte un grand succès d'édition en 1860 avec Les Trente-deux duels de Jean Gigon, histoire d'un enfant trouvé : Barbey d'Aurevilly en donne une critique dans Le Pays et Ferdinand Dugué en tire une pièce de théâtre en 1861.

« Les Trente-deux duels de Jean Gigon ont eu un très grand nombre d'éditions ; on conçoit que ce succès l'avait grisé. Il avait soif de popularité et c'est sans pudeur, naïvement, qu'il demandait partout des éloges »

Doté d'un nez proéminent, il est l'objet d'une chanson grivoise écrite par Alexandre Pothey :
Si son champignon
Ressemble à son piton.
Quel champignon,
Gnon, gnon,
Qu’il a, Gandon,
Don, don !

## Œuvres
- Récits du brigadier Flageolet, souvenirs intimes d'un vieux chasseur d'Afrique, recueillis par Antoine Gandon, avec une préface par Paul d'Ivoi, Paris, Édouard Dentu, 1859 ; réédition en 1860 et 1861.
- Les Trente-deux duels de Jean Gigon, histoire d'un enfant trouvé, Paris, Achille Bourdilliat, 1860.
- Le Grand Godard, histoire d'un homme fort, Paris, Achille Bourdilliat, 1861 ; réédition en 1862.
- L'Oncle Philibert, histoire d'un peureux, 1800-1815, Paris, Achille Bourdilliat, 1862.

Il collabore en 1862 à la revue Almanach des gourmands. Archives gastronomiques, recettes, menus de saison, guide du dîneur, conseiller des estomacs, dialogues de table, variétés apéritives, poésies relevées, etc..